# Teatr elżbietański

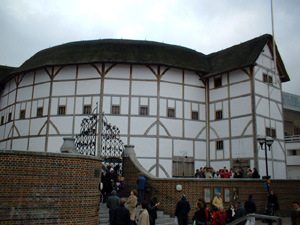
Rekonstrukcja teatru Globe w Londynie

Teatr elżbietański – teatr angielski z czasów królowej Elżbiety I. Za jego umowną datę powstania przyjmuje się rok 1576. Wtedy to bowiem przedsiębiorca James Burbage wybudował pod Londynem pierwszy gmach przeznaczony wyłącznie do prezentacji widowisk teatralnych. Nazwał go The Theatre i rozpoczął wystawianie pierwszych sztuk. Wkrótce pojawiły się dwa kolejne teatry – The Curtain i The Rose – a po nich przyszły następne (Globe Theatre). The Globe był najważniejszym teatrem elżbietańskim, gdzie wystawiano sztuki Williama Szekspira, w 1621 rozpoczęto pierwszy spektakl.

## Główni przedstawiciele
- William Shakespeare (Szekspir)
- Christopher Marlowe
- Thomas Kyd
- Ben Jonson
- Edward Alleyn

## Scena w teatrze elżbietańskim
Początkowo aktorzy grali na zewnątrz, potem w budynkach. Przyjmuje się, że sceną było podwyższenie, otoczone z trzech stron przez widzów i nieodgrodzone od nich barierą. Aktorzy często zwracali się do publiczności bezpośrednio, nawiązywali z nią bliski kontakt. Podobnie sami widzowie pozostawali w interakcji z działaniami aktorów. Publiczność, a zwłaszcza przedstawiciele niższych klas społecznych, bywała hałaśliwa i żywo reagowała na akcję przedstawienia. W zwyczaju było wiwatowanie, klaskanie, tupanie, a nawet – w przypadku skrajnego znudzenia spektaklem – rzucanie w grających drobnymi kamieniami. Dekoracji było niewiele, często zastępował je napis głoszący, gdzie dzieje się akcja. Brak dekoracji rekompensowały bogate stroje aktorów. Czwarty bok sceny zamykały drzwi do garderoby, przez które wchodzili aktorzy. Nad nimi budowano niewielki ganek, galerię (były one miejscem rozgrywania scen balkonowych), wsparte na słupach. Pomiędzy słupami zawieszano kotarę. Dzieliła ona scenę na przedscenie i niewielką scenę wewnętrzną. Kurtyny nie było. Przedstawieniom towarzyszyła muzyka. Światło dzienne uniemożliwiało wykorzystywanie efektów świetlnych.
Tak naprawdę nie wiadomo dokładnie, jak wyglądała "scena elżbietańska" – każda scena w tamtych czasach była trochę inna. Na podstawie 10 znanych nam dzisiaj źródeł tworzy się obraz sceny elżbietańskiej i określa podstawowe jej zasady. Są to następujące źródła:
1. Analiza kontraktu na budowę Fortune – opublikowanego w 1790 roku.
2. Dziennik P. Henslowe’a pisany w latach 1592-1609.
3. Rysunek znany jako rysunek Johanesa De Witta – opublikowany w 1888 r.
4. “Long view” of London (czyli panorama Londynu) wykonany przez Wenceslausa Hollara w 1647 r. – udostępniony w 1930 r.
5. Didaskalia i analiza scen dramatów Williama Szekspira, Bena Johnsona, Johna Fletchera i in.
6. Messalina i Roxana – rysunki odnalezione w okładkach książek „Messalina” (z 1640) i „Roxana” (z 1632).
7. Plany teatru Cockpit In Court wybudowanego między 1629 i 1630 r. przez Inigo Jonesa oraz sceny późniejsze (które musiały być wzorowane na wcześniej istniejących budynkach).
8. Gdańska Szkoła Fechtunku – rycina Petera Willera przedstawiona szerszym środowiskom uniwersyteckim w 1986 r.; jedyne źródło piktograficzne, które dotyczy Fortune.
9. Opis szkoły Fechtunku z 1646 r. wykonany przez le Labouleura.
10. Odkrycie fundamentów pierwszego i drugiego Rose oraz fragmentu fundamentów pierwszego Globe (na których wybudowano również II Globe) w 1988 r.

Terminologia stosowana przy opisie teatru elżbietańskiego (sceny elżbietańskiej):
- thrust – scena mieszcząca się najbliżej publiczności. Mówi się o niej "scena wysunięta", aczkolwiek nie zawsze miała ona charakter wysunięty. Czasami była wręcz wklęśnięta.
- promontory – scena przylądkowa
- apron – scena fartuchowa

Te terminy są równoznaczne i stosuje się je do scen przypominających swoim kształtem język czy fartuch, otoczonych publicznością z trzech stron (lub więcej, zależnie od kształtu sceny). Sceny te to sceny przestrzenne, czyli takie, w których ruch oglądany jest wielostronnie, w których można mówić o jedności sceny i widowni podkreślonej brakiem między nimi podziału architektonicznego. Sceny te - w przeciwieństwie do scen pudełkowych - „posiadają dynamikę areny cyrkowej”, inaczej są otwarte (nie mylić z: niezadaszonymi). Są to sceny centralno-osiowe, to znaczy, że większe obiekty scenograficzne muszą być umieszczane w tle, żeby nie zasłaniać akcji widzom usadowionym pod różnym kątem do tylnej ściany. W czasach elżbietańskich używało się rozwiązań typu: domki, tiring house, balkon, duże platformy na tylnej ściany. We współczesnych realizacjach (z XX i XXI w.) sceny te stały się scenami symultanicznymi. 
Najważniejszymi elementami widowiska były gra aktorska i tekst dramatu. Aktorzy byli zawodowcami, dbali o wymowę, każdym gestem i ruchem starali się uzyskać wrażenie prawdopodobieństwa. Ważne były też kostiumy i rekwizyty, którymi się posługiwali by stworzyć iluzję przedstawionej rzeczywistości. Był to teatr gwiazdorski. Dobrzy aktorzy cieszyli się zasłużoną sławą, byli szanowanymi, zamożnymi ludźmi. W teatrze tym nie występowały kobiety, role kobiece grali młodzi, urodziwi mężczyźni.
Przedstawienia musiały wzruszać, bawić, budzić grozę, obfitować w niezwykłe i sensacyjne wydarzenia. Powinny one być tajemnicze, zawikłane, krwawe. Postacie bohaterów, grane przez ulubionych aktorów, także musiały być interesujące: miały ostrzegać, służyć przykładem, podbudowywać.